# ARA Isla de los Estados (B-8)
ARA Isla de los Estados (B-8) fue un buque logístico de la Armada Argentina que fue hundido durante la Guerra de Malvinas.

## Historia
El buque de 3900 toneladas fue construido en 1975 por la Sociedad Metalúrgica Duro Felguera en Gijón, España, y fue bautizado Trans-Bética. Fue adquirido por la Armada Argentina, renombrado y puesto en servicio dentro del Servicio de Transportes Navales el 22 de diciembre de 1980; durante su breve tiempo de servicio mantuvo un servicio de transporte regular entre las islas Malvinas y el continente. Sus tareas eran, luego del acuerdo de comunicaciones entre la Argentina y el Reino Unido, transportar 25 000 cabezas de ganado ovino en pie desde las islas a Puerto Deseado, provincia de Santa Cruz y traslado de otras cargas entre las islas y el continente.
El 28 de marzo de 1982 zarpó de Puerto Deseado para participar dentro de la Operación Rosario en las islas Malvinas; arribó el 2 de abril, el mismo día de la recuperación de las islas, transportando el apoyo logístico de los elementos del Ejército Argentino que participaron de la Operación Rosario, luego permaneció afectado a las operaciones a fin de servir de transporte entre el archipiélago.

### Hundimiento
El Isla de los Estados fue hundido por la fragata de tipo 21 HMS Alacrity a las 22:20 del 10 de mayo de 1982, cuando operaba cerca de la isla Cisne en el estrecho de San Carlos. La Alacrity atacó al Isla de los Estados con 15 rondas de sus cañones de 114 mm, impactando en la carga de combustible y municiones, haciéndole explotar en pocos minutos. De los 24 tripulantes dos fueron rescatados por el ARA Forrest; 15 tripulantes civiles marinos mercantes, tres de la Armada Argentina, dos del Ejército Argentino, uno de la Fuerza Aérea Argentina, junto con uno de la Prefectura Naval Argentina, perdieron la vida en el hundimiento.